# Zenon Tyma
Zenon Andrzej Tyma (ur. 15 maja 1952 w Nysie, zm. 18 maja 2025) – polski polityk, przedsiębiorca, działacz związkowy, poseł na Sejm IV kadencji.

## Życiorys
W 1978 ukończył Liceum Ekonomiczne w Nysie. Krótko pracował jako majster budowlany w Libii. Następnie otworzył firmę transportową. Zasiadł w radzie opolskiej Kongregacji Przemysłowo-Handlowej.
W 1999 wstąpił do Samoobrony RP. Został przewodniczącym jej struktur w województwie opolskim. W wyborach parlamentarnych w 2001 został posłem IV kadencji wybranym z listy tej partii w okręgu opolskim (otrzymał 10 853 głosy). Wszedł w skład prezydium jej klubu parlamentarnego. Pełnił funkcję zastępcy przewodniczącego Komisji Gospodarki. Zasiadał też w Komisji Mniejszości Narodowych i Etnicznych.
W lipcu 2003 został wykluczony z Samoobrony RP. We wrześniu tego samego roku współtworzył koło poselskie, a następnie partię pod nazwą Polska Racja Stanu, której został przewodniczącym. W 2004 przeszedł do Ligi Polskich Rodzin.
W wyborach parlamentarnych w 2005 z jej list nie uzyskał ponownie mandatu (uzyskał 3013 głosów). W listopadzie tego samego roku opuścił LPR razem m.in. z Zygmuntem Wrzodakiem, powrócił też do prowadzenia działalności gospodarczej.
W 2007 objął funkcję wiceprzewodniczącym OPZZ Rolników i Organizacji Rolniczych, założonego przez Sławomira Izdebskiego. W 2011 wstąpił do Prawa i Sprawiedliwości. W wyborach parlamentarnych w tym samym roku bez powodzenia kandydował do Sejmu z listy tej partii (otrzymał 2437 głosów).

## Wyniki wyborcze
| Wybory | Komitet wyborczy | Komitet wyborczy                    | Organ             | Okręg | Wynik          |
| ------ | ---------------- | ----------------------------------- | ----------------- | ----- | -------------- |
| 2001   |                  | Samoobrona Rzeczpospolitej Polskiej | Sejm IV kadencji  | nr 21 | 10 853 (3,49%) |
| 2005   |                  | Liga Polskich Rodzin                | Sejm V kadencji   | nr 21 | 3013 (1,13%)   |
| 2011   |                  | Prawo i Sprawiedliwość              | Sejm VII kadencji | nr 21 | 2437 (0,76%)   |